# Anna von Nassau-Hadamar († 1355)
Anna von Nassau-Hadamar (* im 13. Jahrhundert; † 1355 auf Burg Kammerstein) war durch Heirat Gräfin von Nassau-Hadamar.

## Leben
Anna war die Tochter des Friedrich III. von Nürnberg (* um 1220; † 1297), der aus dem Haus Hohenzollern stammte und Burggraf der Burggrafschaft Nürnberg war. Ihre Mutter war Helene von Sachsen, Tochter des Herzogs Albrecht von Sachsen.
1295 oder 1296 heiratete sie den Grafen Emich von Nassau-Hadamar. Aus der Ehe stammen acht  Kinder:
- Anna (* unbekannt; † 1329), ⚭ vor 1322 Kuno II. von Falkenstein-Münzenberg
- Jutta (* unbekannt; † zwischen dem 16. November 1359 und 1370), ⚭ vor 1324 Graf Gerhard VI. von Diez (X 1343)
- Johann (* unbekannt; † vor 20. Januar 1365), 1334–1365 Graf von Nassau-Hadamar
- Emich II. (* unbekannt; † 1359), 1328 und 1336 Kanoniker in Mainz, 1337–1359 Mitregent von Nassau-Hadamar
- Agnes/Nese; † als Nonne im Kloster Altenberg bei Wetzlar
- Helena; † als Nonne im Kloster Altenberg bei Wetzlar
- Margarete, ⚭ vor 1349 mit Graf Rudolf II. von Hohenberg. Sie wurden Eltern der Agnes von Hohenberg.
- Margaretha († 1343), Nonne im Kloster St. Klara in Nürnberg.

Anna zog sich nach dem Tod ihres Mannes am 7. Juni 1334 auf die  Burg Kammerstein zurück, die als Reichspfand zu ihrer Aussteuer gehört hatte. Ihre Mitgift umfasste neben der Burg mit den dazugehörenden Dörfern und Marktflecken die übrigen fränkischen Besitzungen (Schwalbach, Heroldsberg, Kornburg, Scheide und Altdorf) sowie zahlreiche zu Hadamar gehörenden Höfe.
Sie unterstützte das Klarissenkloster Nürnberg sowie das Franziskanerkloster Nürnberg und war an der Gründung des Klosters Bärbach beteiligt.
Anna wurde in der Barfüßerkirche Nürnberg begraben.